# Vollhof
Vollhof ist ein Weiler in der Gemeinde Heinersreuth im oberfränkischen Landkreis Bayreuth in Bayern.

## Geografie
Der Weiler besteht aus drei Einzelsiedlungen. Haus Nr. 3 liegt am Tannenbach, einem linken Zufluss des Roten Mains, und an der Kreisstraße BT 14, die nach Tannenbach (0,3 km südwestlich) bzw. nach Heinersreuth zur Bundesstraße 85 führt (0,7 km nordöstlich). Haus Nr. 2 und 2a liegen 0,2 km südlich des Anwesens. Haus Nr. 1 und 1a liegen 0,4 km östlich von Haus Nr. 3 an der Anhöhe Bleyer (398 m ü. NHN).

## Geschichte
Vollhof gehörte zur Realgemeinde Heinersreuth. Gegen Ende des 18. Jahrhunderts bestand der Ort aus zwei Anwesen (1 Höflein mit Feuerrecht, 1 Tropfhaus). Die Hochgerichtsbarkeit stand dem bayreuthischen Stadtvogteiamt Bayreuth zu. Die bayreuthische Amtsverwaltung Heinersreuth war Grundherr der beiden Anwesen.
Von 1797 bis 1810 unterstand der Ort dem Justiz- und Kammeramt Bayreuth. Mit dem Gemeindeedikt wurde Vollhof dem 1812 gebildeten Steuerdistrikt Altenplos und der im gleichen Jahr gebildeten Ruralgemeinde Heinersreuth zugewiesen.
Am 18. Dezember 2022 wurde in Vollhof mit −19,3 °C die deutschlandweit niedrigste Temperatur jenes Jahres gemessen.

### Einwohnerentwicklung
| Jahr      | 001819 | 001822 | 001861 | 001871 | 001885 | 001900 | 001925 | 001950 | 001961 | 001970 | 001987 |
| Einwohner | 11     | 9 *    | 22     | 21     | 30     | 27     | 22     | 23 *   | 15 *   | 20     | 22     |
| Häuser    |        | 2 *    |        |        | 4      | 4      | 3      | 3 *    | 3 *    |        | 4      |
| Quelle    | [ 8 ]  | [ 5 ]  | [ 9 ]  | [ 10 ] | [ 11 ] | [ 12 ] | [ 13 ] | [ 14 ] | [ 15 ] | [ 16 ] | [ 1 ]  |

## Religion
Vollhof ist evangelisch-lutherisch geprägt und war ursprünglich nach Heilig Dreifaltigkeit (Bayreuth) gepfarrt. Seit Mitte des 20. Jahrhunderts ist die Pfarrei Versöhnungskirche (Heinersreuth) zuständig.